# واين أندريه
واين أندريه (بالإنجليزية: Wayne Andre)‏ هو عازف جاز أمريكي، ولد في 17 نوفمبر 1931 في مانشستر في الولايات المتحدة، وتوفي في 26 أغسطس 2003.

## وصلات خارجية
- واين أندريه على موقع IMDb (الإنجليزية)
- واين أندريه على موقع ميوزك برينز (الإنجليزية)
- واين أندريه على موقع أول ميوزيك (الإنجليزية)
- واين أندريه على موقع ديسكوغز (الإنجليزية)